# Colonnade du parc
La colonnade du parc (en tchèque : Sadová kolonáda) est l'une des cinq colonnades principales de la ville thermale de Karlovy Vary en Tchéquie. Elle fut construite entre 1880 et 1881 selon le projet des architectes viennois Ferdinand Fellner et Hermann Helmer. Elle servait à l'origine de promenade pour le pavillon Blanensky voisin. Le pavillon Blanenský a cependant été démoli en 1966 pour faire place aux vergers Dvořák adjacents. En 2002, la colonnade en fonte a été reconstruite.
Elle se classe avec sa température de 30 °C parmi les sources les plus froides et considérées comme les plus savoureuses de Karlovy Vary.

## Description
La colonnade est construite en fonte et mesure 50 m de long. De style néo-Renaissance, elle repose sur de fines colonnes corinthiennes, les angles sont formés par des pavillons hexagonaux. L'ensemble a été intégralement restauré en 2004.